# Říšští občané

Vlajka Německé říše používaná Říšskými občany

Hnutí říšských občanů (německy Reichsbürgerbewegung) je organizačně a ideově velmi různorodé krajně pravicové německé hnutí převážně jednotlivců, vzácněji malých skupin, někdy sektářských, kteří popírají existenci Spolkové republiky Německo jako legitimního a suverénního státu a odmítají její právní systém. Naopak mají za to, že i po roce 1945 stále trvá státoprávní kontinuita Německé říše, již současné Německo nereprezentuje. Mezi ideologie hlásané tzv. říšskými občany často patří odmítání demokracie, prvky monarchismu, pravicový extremismus, historický revizionismus a v některých případech antisemitismus, esoterika i popírání holocaustu. Sdílejí odmítavý postoj k otevřené a pluralitní společnosti, odmítají platit daně a pokuty nebo plnit např. soudní příkazy a správní rozhodnutí.

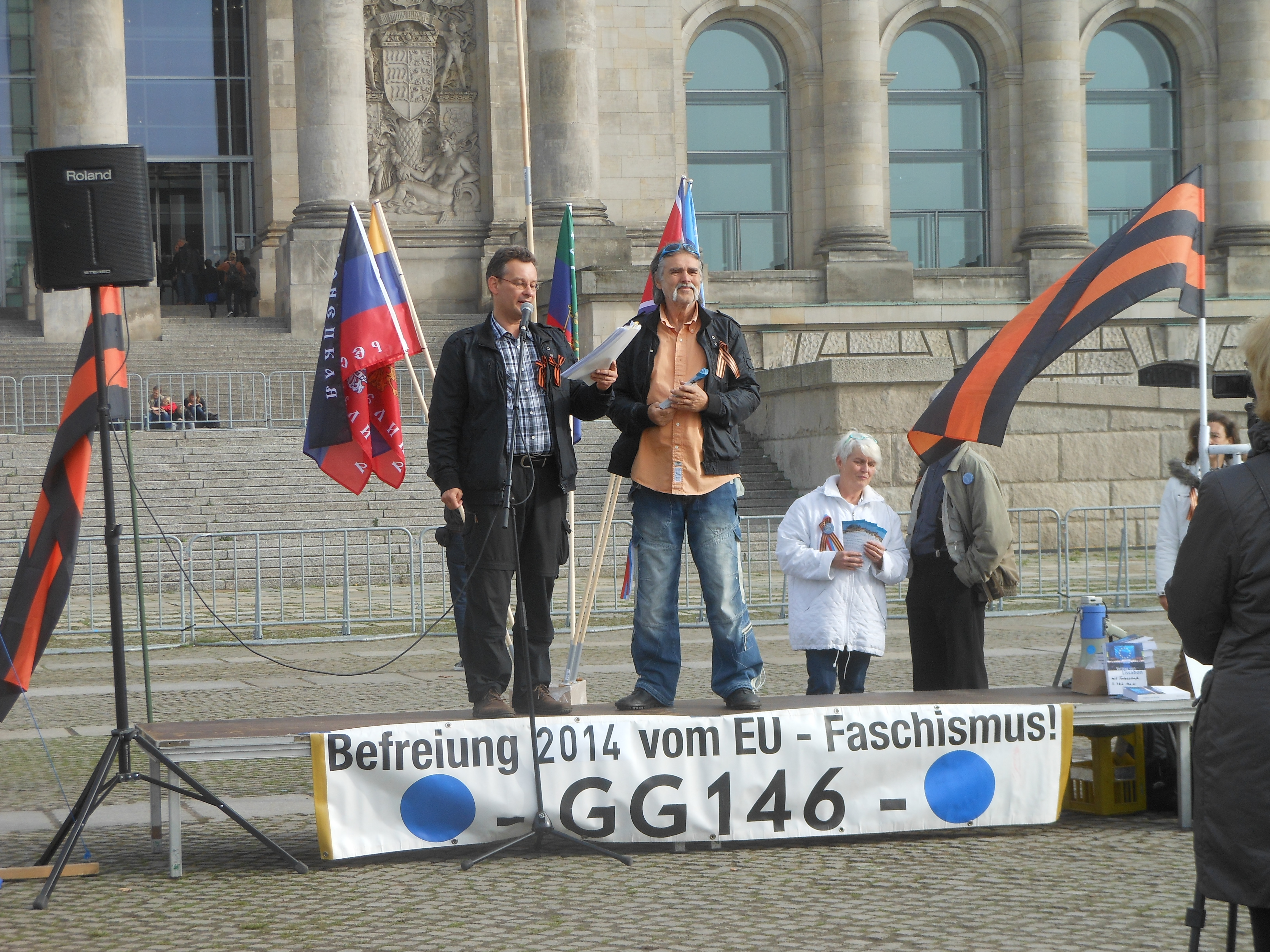
Demonstrace Říšských občanů s proruskými symboly v roce 2014

Podle jejich názoru nadále existuje Německá říše, a sice buď v hranicích Německého císařství, nebo v hranicích z roku 1937. Tato německá říše je prý reprezentována „prozatímní říšskou vládou“ (KRR) nebo podobnými skupinami, kterých je ovšem více a vzájemně si konkurují. V širším smyslu se k říšským občanům počítají také tzv. samosprávní (Selbstverwalter), kteří se začali častěji objevovat v 10. letech 21. století a tvrdí, že mohou jednostranným prohlášením opustit Spolkovou republiku a její legislativu. Nehlásí se však nutně k Německé říši.
Státní orgány označují celou tuto scénu pojmem „říšští občané a samosprávní“ (Reichsbürger und Selbstverwalter), také se hovoří o říšské ideologii (Reichsideologie). Její členové sami sebe označují např. „Reichsbürger“ (říšští občané), „Reichsregierung“ (říšská vláda), „Selbstverwalter“ (samosprávní) nebo „Natural Persons“ (anglicky přirození lidé).
Scéna říšských občanů vznikla v 80. letech 20. století a od roku 2010 je stále viditelnější, přičemž od roku 2013 se také jednotliví aktéři projevují násilně. Spolkový úřad pro ochranu ústavy (BfV) zařadil do této kategorie více než 20 000 lidí. Z toho asi 1000 lidí je považováno za pravicové extremisty (stav k 15. červnu 2021). BfV, státní orgány na ochranu ústavy a Spolkový úřad kriminální policie v roce 2018 odhadly, že od roku 2015 do poloviny roku 2017 bylo „říšskými občany“ spácháno přes 10 500 trestných činů. Ve velké razii ze 7. prosince 2022 byla zatčena řada příznivců tohoto hnutí, neboť plánovali převrat a nastolení nové vlády. V květnu 2024 s nimi začal soudní proces.
- Mapa Německé říše v letech 1871 až 1918
- Německo ve svých mezinárodních hranicích k 31. prosinci 1937. Samotné datum je bezvýznamné, ale bylo používáno pro označení Německa před Hitlerovou rozpínavostí. Hranice jsou také zmíněny v ústavě Spolkové republiky z roku 1949. Tím je také míněno Německo v prohlášení spojeneckých mocností, že je odpovědné za „Německo jako celek“. V roce 1990 se znovusjednocením Německa tento koncept stal zastaralým.